# Ambresin
Ambresin (wa. Anmzin, hist. Embresin) – dzielnica (section) gminy Wasseiges w Belgii, w Regionie Walońskim, w prowincji Liège, w okręgu Waremme. 1 stycznia 2020 roku liczyła 720 mieszkańców. Do 31 grudnia 1976 r. samodzielna gmina. 

## Demografia
Liczba mieszkańców, stan na 1 stycznia:
| Rok                | 1930 | 1947 | 1961 | 2020 |
| ------------------ | ---- | ---- | ---- | ---- |
| Liczba mieszkańców | 639  | 522  | 429  | 720  |